# Ultra Metal
El Ultra Metal es un subgénero extremo del heavy metal surgido en Colombia entre los años ochenta hasta a mediados de los años noventa en Medellín siendo un género relativamente Underground, se categoriza como un subgénero del metal extremo.
Sus orígenes se remontan a la década de 1980 en medio de un ambiente de guerra, muerte y difíciles condiciones de vida generados por el Conflicto Armado Colombiano; en medio de esos acontecimientos nació este movimiento que tuvo relación con el Black metal Noruego.

## Características
El Ultra metal se caracterizó por su fuerte carácter musical en sus grabaciones, se opuso a todo orden rítmico establecido en el metal de la época y decidió experimentar con un sonido más fuerte, comparten en un comienzo muchas técnicas y características de la primera oleada del Black Metal, pero toman distancia al sobreponer la "Crudeza" y "Estridencia", elementos que trascendían hasta la indumentaria y guitarras rápidas. Un ambiente  tórrido que reflejaba la desesperanza y ruina social, el abandono estatal, el desempleo, la indiferencia de la sociedad para con la juventud, el salto generacional, el narcotráfico, la violencia, y el desprecio por la vida, fueron el caldo de cultivo de esta corriente nihilista, anarquista, decadentista, contestataria y marginal que  incluso le hacía guiños al satanismo, al gore, la violencia gráfica y la crónica roja, para confrontar una sociedad fanática hipócrita y censurista.

## Origen y desarrollo
El origen del Ultra Metal suele ser citado y reconocido con la banda Parabellum y su producción "Sacrilegio" un EP lanzado en 1987, igualmente, se sugiere a la formación inicial en 1981, cuando Carlos Mario "La Bruja" y Tomás Cipriano deciden formar Parabellum, comenzando a practicar ritmos y grabar Demos en un cuarto oscuro en la casa de Carlos Mario, ya en 1983 se les unen John Jairo y Ramón Reinaldo. Desde ese momento se comienzan a formar otras bandas alrededor de Parabellum, utilizando la misma técnica y sonido que los diferencian de todo lo demás. 
Otro acontecimiento que contribuyo fue la consolidación como agrupación de Parabellum y el "mítico" concierto del Parqueadero Manrique el 22 de diciembre de 1984, donde se dio a conocer de manera completa, con su fuerza y un estilo único. La conformación del género llegó a partir de la improvisación vanguardista de Parabellum en 1982, que en un principio comenzó llamándose "Juana La Loca".
Su desarrollo se llevó a cabo por la presión social y la situación de Medellín de los años ochenta, la cual provocó odio en los jóvenes de la época, eso, sumando la llegada del metal y punk extranjero a América Latina, principalmente de bandas como Motorhead, Morbid Angel, Venom, Metallica, Ramones y más, fomentaron la formación de proyectos musicales, y muchos de estos, grupos de jóvenes contrarios a las leyes y normas, se juntaron y formaron bandas en medio del caos de la ciudad, siendo un punto aparte al sufrimiento social.
Ya en 1985 aparece Reencarnación, otra banda de culto que influenciada por Parabellum comenzó a darle un sonido descrito como "Muerto" y rápido al Ultra Metal, de ahí en adelante, Carlos Mario y Victor Raúl "Piolín"Jaramillo, fundador de Reencarnación, comenzaron a dialogar respecto al Metal de su ciudad, y es en ese mismo año donde se forma el sonido underground dentro del Metal.
En ese mismo año sucedió uno de los eventos más recordados dentro de la historia del Metal colombiano, "La Batalla de las Bandas" organizada por Veracruz Estero en la Plaza de Toros La Macarena de Medellín el 23 de marzo de 1985, donde la banda que más le gustara al público se le realizaría un trabajo discográfico; el line-up estuvo conformada tanto por bandas con experiencia y novatas, entre las más destacadas estaban Spool, Kraken, Danger, Mierda, Excalibur y Parabellum. Desde el momento en que inició hasta que acabó su presentación, el público se amotinó dentro de la plaza y la policía no podía controlar el comportamiento exorbitante de los asistentes; Kraken, que era la banda que les seguía en orden, no pudo presentarse por el desorden que se presentó, el concierto comenzó a la 1:00 p. m. de la tarde pero no pudo terminar, ante la situación se pensaba que el trabajo discográfico le pertenecía a Parabellum, pero no fue así, a los 6 meses salió el disco de Kraken titulado: Kraken I.
«Sacrilegio», el primer 12" EP del Ultra Metal lanzado en 1987, tuvo muchas complicaciones, Discos Victoria fue la empresa encargada para grabar el EP prensar el acetato. La empresa reconocida por sus producciones de Vallenato, fue el lugar escogido para grabar los temas Madre Muerte y Engendro 666, que conformaron el EP, a los ocho días de la entrega de la cinta, los dueños de Discos Victoria se negaron a grabarla por considerarlos una banda satánica y el disco maldito, porque afirmaban sentir presencias extrañas en el recinto, por lo cual la banda decidió trabajar con Discos Fuentes, pero también les negaron la entrada, los rumores de que una banda satánica quería lanzar un disco se habían extendido, además, la portada del álbum es una imagen editada a blanco y negro de la Virgen del Carmen. Después regresaron a Discos Victoria para que se terminara de grabar el EP, pero apenas se metió la cinta en el equipo, se quemó, como si en verdad hubiera estado maldita, el encargado de Discos Victoria accedió a convencer al personal de Discos Fuentes. De este 12" EP se prensó un tiraje inicial de 500 copias y un segundo tiraje de otras 500 copias.
Otras producciones que suelen asociarse con el Ultra Metal son el 7"EP «Aullido sepulcral» de Astaroth, grabado en abril de 1987 y lanzado ese mismo añoy el 7" EP «Grito de libertad» de Danger, grabado en agosto de 1987, Agrupaciones que suelen asociarse a, Ultra Metal son Profecía (luego renombrada Reencarnación), Profanación, Sacrilegio y Nekromantie, que se difundían con grabaciones caseras de sus ensayos pero que lograron dejar un registro de su música en la banda sonora de la película Rodrigo D. No Futuro.

## Influencias al black metal
La filosofía de las bandas del Ultra Metal era cercana al anticristianismo, siempre se vieron reprimidos por las autoridades, observaron a la fe católica muy conservadora y represiva, pero a diferencia del Movimiento del Black Metal Noruego nunca llegaron a tomar acciones radicales, atacaron sin miedo a la iglesia en sus letras pero nunca cometieron un acto simbólico que representara su pensamiento. Se conoce del concierto realizado dentro de una iglesia que les fue alquilada a Parabellum, pero inmediatamente las autoridades eclesiásticas escucharon el "Estruendo" llamaron a la policía, informando que la Iglesia se la habían tomado el ELN, En respuesta la policía entró disparando y terminó desalojando la iglesia. 
Cabe añadir que las acciones atribuidas a la secta "Lobos en Contra de Cristo", integrada por miembros de bandas de Medellín y llevadas a cabo en 1996 envenenando a varios sacerdotes en Colombia, nada tuvieron que ver con el Ultra Metal.
Respecto al Black metal, las influencias llegaron a partir de 1988 cuando Mauricio "Bull Metal", baterista miembro de la secta "Los Lobos contra cristo" y fundador de Masacre comenzó una travesía de intercambio mundial de música con otras bandas y revistas de Metal, entre tantas cartas y paquetes, se contactaron ese año con Mayhem, quienes expresaron su deseo de buscar un sonido macabro y oscuro, además de explicar su inconformismo con la actualidad noruega de ese momento; por lo cual para intercambiar con Mayhem se envió un casete de Parabellum. Tiempo después en respuesta a los Demos enviados, Euronymous envió una misiva con la cual expresaron su sorpresa por tal sonido, catalogado como "crudo" y oscuro, podía venir de Colombia, el vocalista de la banda, Dead, expreso su gusto por el Ultra Metal llevando en su chaqueta la banda Reencarnación y la canción "888 metal".  
Es importante aclarar que, por línea de tiempo, el EP Deathcrush de Mayhem no pudo recibir influencia, ni directa ni indirecta, de los sonidos del Ultra Metal, pues para cuando se hizo la grabación, no se había establecido contacto entre Euronymous y Bull Metal. Sin embargo, las grabaciones de las primeras agrupaciones del Ultra Metal y del llamado "Metal Medallo", como Astaroth, Reencarnación, Némesis, Pirokinesis y Masacre eran altamente apreciadas por los coleccionistas noruegos. Valiéndose de un sello ficticio, "Bull Metal" lanzó el LP bootleg en vivo Dawn of the Black Hearts.

## Desaparición y legado
La leyenda de Parabellum aun sigue palpable en Colombia y América Latina, ya que deja en un punto muy alto el Metal producido en Latinoamérica, y muchas bandas después de Parabellum se llegaron a conformar. Parabellum se convirtió en una banda de culto en el underground mundial. A finales de 1985, en medio de un concierto de Parabellum y Mierda, las tensiones entre bandas se hicieron presentes. Para 1988 Parabellum lanza «Mutación por Radiación» pero para ese momento la banda ya se encontraba desintegrada. Ramón Restrepo, vocalista, fundó Blasfemia, banda colombiana de culto de Black Metal, Tomas Cipriano, después de un tiempo se retiró totalmente de la escena, Carlos Mario, continuó con proyectos como Herpes grabando un 7" EP en 1991. De ahí en adelante en 2001 forma Organismos.
Reencarnación es la única banda activa de la escena, dejando a un poco de lado el Ultra Metal para unirse al recién llegado Black metal, junto a ellos se tiene constancia de Danger actualmente activa y Nekromantie.

## Bandas
Las bandas que remarcaron en sus letras y sonido dentro del género fueron:
- Parabellum: 1983-1988. metal-archive
- Reencarnación: 1986-presente. metal-archive
- Danger: 1985-1988, 1993-presente. metal-archive
- Blasfemia: 1986-1988, 2013-presente. metal-archive
- Nekromantie: 1985-1989, 2016-presente. metal-archive
- Sacrilegio: 1984-1987. metal-archive
- Mierda: 1983-1988. metal-archive
- Astaroth: 1985-1987. metal-archive

## Documentales
- 2017: Parabellum: El Diablo nació en Medellín